# Fissidens shinii
Fissidens shinii är en bladmossart som beskrevs av Kyuichi Sakurai 1952. Fissidens shinii ingår i släktet fickmossor, och familjen Fissidentaceae. Inga underarter finns listade i Catalogue of Life.